# Karmaskalinskij rajon
Il Karmaskalinskij rajon (in russo Кармаскалинский район?) è un municipal'nyj rajon della Repubblica della Baschiria, nella Russia europea.